# Viktor Noring
Carl Viktor Noring, född 3 februari 1991 i Malmö, är en svensk före detta fotbollsmålvakt.
En av hans främsta egenskaper i målvaktsspelet har ansetts vara förmågan att tack vare sin längd dominera spelet i luftrummet, och han jämförs därvidlag med förre Trelleborgsspelaren Andreas Isaksson.

## Klubbkarriär
Norings moderklubb är Husie IF. Han värvades 2006 av Trelleborgs FF. Noring debuterade i allsvenskan 2009 och tog under våren en ordinarie plats i Trelleborgs startelva. Efter säsongen tilldelades han priset som årets nykomling på fotbollsgalan.
Den 20 februari 2012 blev Noring utlånad från Trelleborg till Malmö FF; lånet sträckte sig fram till 20 augusti 2012., sedan återgick Noring till TFF. Den 31 januari 2013 lånades Noring ut till skotska Celtic. Låneavtalet var på fem månader och Celtic hade en option att kunna köpa honom.
Celtic valde att inte använda sin option att köpa Noring. Han tränade med sin tidigare klubb Malmö FF under sommaren innan han i augusti 2013 gick till norska Adeccoligan-klubben Bodø/Glimt. Han spelade totalt nio matcher under säsongen 2013 när Bodø/Glimt blev uppflyttade till Tippeligaen. Han lämnade klubben efter säsongen.
Den 4 april 2014 blev Noring klar för nederländska SC Heerenveen, vilka han skrev på ett tvåårskontrakt med. Vid Norings övergång spelade även svenske Kristoffer Nordfeldt för klubben.
Den 2 mars 2018 värvades Noring av Landskrona BoIS, där han skrev på ett ettårskontrakt. I april 2019 värvades Noring av Kalmar FF, där han skrev på ett kontrakt fram till den 15 juli. I juli 2019 förlängde Noring sitt kontrakt i klubben över resten av säsongen. I maj 2020 värvades Noring av Falkenbergs FF, där han skrev på ett kontrakt över säsongen 2020. I januari 2021 förlängde Noring sitt kontrakt i klubben med två år. Falkenberg blev nedflyttade från Superettan 2021 och efter säsongen lämnade Noring klubben.

## Landslagskarriär
Noring har spelat 10 ungdomslandskamper totalt, varav 4 junior- och 6 pojklandskamper. 14 december 2009 blev han för första gången uttagen till A-landslaget då Sverige skulle spela sin årliga januariturné. Han fick dock ingen speltid. Den 2 mars 2010 debuterade han i Sveriges U21-landslag i en bortamatch mot Portugal.

## Familj
Norings mor Ylva Noring har 12 SM-guld i simning för Stockholmspolisen mellan 1984 och 1985, och var även svensk och nordisk mästare i triathlon 1987.
Hans syster Rebecca Noring (född 1993) var simmare i Simklubben Triton.

### Webbkällor
- Viktor Noring på Svenska Fotbollförbundets webbplats
- U21-landslagets spelare 2010. Läst 2 maj 2010.
- Viktor Noring på elitefootball